# 张洹
张洹（1965年—），是中国近代艺术家，作品涉及行為藝術、攝影、雕塑等。於河南省安陽市出生，成名於美國，現於中國上海工作。

## 個人背景
张洹於1965年在河南安阳出生，原名張東明，意為「東方之光」，此名來自時任中國領導人毛澤東。一歲時前往湯陰縣生活，在祖母的照顧下長大。14歲開始學習繪畫，1988年毕业于河南大学美术系，畢業後於鄭洲教育學院（現鄭州師範學院）擔任美術史教師。1991年前往北京，入讀中央美术学院硕士进修班，改名叫張洹，於該校接受油畫訓練，並於1993年畢業。
張洹於1998年移居紐約後，每周都會前往皇后區跟法鼓山創辦人釋聖嚴學習，也曾經捐贈佛像給紐約州肯特鎮莊嚴寺；最終於2006年皈依佛教（法鼓山），成為居士，法號「慈人」。
張洹的妻子名叫胡軍軍，也是一名藝術家。他們有兩個兒子，均在美國出生，其中一個畢業於英國倫敦一間寄宿學校。

## 藝術生涯

### 北京東村
1993年，剛於中央美術學校畢業不久的張洹，由於沒甚麼錢，於是搬至當時房租低廉的地方東三環，並於同年在當地和藝術家馬六明等人建立「北京東村」。同年10月參加「90年代藝術展」，創作自己第一個藝術作品《流淚的天使》，但由於在未經許可下進行行為藝術展演，展覽被強行關閉，而張洹亦要交2000元罰金。
這個時期的張洹多以一种以逼近极限的身体，透過藝術表达自己的想法。1994年，他創作出第二個藝術作品《12㎡》，他赤身裸體地坐在戶外公廁，身上塗滿蜂蜜，惹來無數蒼蠅。此作品令張洹聲名大噪，但也在此之後成為當地公安局的常客。張洹住在東村時，創作出如《卅二平方米》、《六十五公斤》等一系列以自虐的方式完成的藝術作品。直至1994年末，好友馬六明在舉行個人行為展演時被公安拘捕，而公安亦籍此趕走了包括張洹在內於東村居住的藝術家。

### 漂泊
張洹在被趕出東村後便在北京到處漂泊，過得很窮苦，經常因交不起房租而被房東趕走，需要四處借錢來維持生活。他自己後來也說在北京8年搬了13次家。
1995年，他和東村其他9位藝術家前往一座沒有名字的山，在山上以裸體的形式「壘羅漢」，創作出作品《為無名山增高一米》。該作品在威尼斯雙年展展出後獲得巨大回響，成名後卻衍生出關於此作品的版權問題。同年他受到慕尼黑中國藝術節的邀請，可惜該藝術節最後取消。
1997年，他請來40位4-60歲的民工，一大群人站在池塘中，是為作品《為池塘增高水位》。

### 紐約時期
1998年，高名潞在美國紐約舉行InsideOut 華人藝術大展，邀請張洹參加，並希望張洹可以在開幕式上表演。紐約是他夢寐以求都想到達的城市，加上當時張洹很窮，希望改變現狀，便帶著身上靠變賣家當而得來的200美元前往紐約。大展的畫冊封面正是張洹的《為池塘增高水位》，而他在開幕式上的表演作《朝聖:紐約的風水》引起許多美國人注意，從此他在美國打響名堂。同年他移居美國紐約。當地藝術家Peter Fleissing很欣賞張洹，把他介紹給許多知名藝術家，如克里斯提安·波坦斯基、唐納德·魯貝爾等，從此張洹名氣大增，經常獲邀參加國際展覽。
但張洹在移民美國後，對自己中國人的身份認同越加強烈。1999年的作品《我的美國（難以適應）》，張洹赤身裸體地坐在中央，其他60位同樣裸體的人向他投擲麵包，暗示新移民到美國後的難以適應。2000年的作品《家譜》，由九個張洹個人圖像組成，他讓書法家在自己臉上寫中國傅統天象命卜、名字等，到最後模糊得看不見，已經無法識別人的種族和文化。有評論認為《家譜》反映出張洹在接觸西方文化後開始對自身傳統文化的反思。2002年，他在紐約的行為展演《我的紐約》，他用生牛肉把自己包裹起來，之後把鴿子拿給路人請他們放生，表現出一個華人在身為世界強國的美國卻是眾矢之的。
自2003年開始，張洹的作品對佛教的借鑒越來越多。作品《和平》一開始由28名少林寺弟子在台上表演中國功夫，之後放出數百隻鴿子，接著張洹光著上身、下身穿著草綠色拖地長裙現身，將手中的珠雞扔向觀眾。張洹說，他希望籍此將少林功夫、傳統佛教文化和當代藝術結合起來。
張洹認為，紐約已經失去神秘感，讓他感到嘔心；而中國當時正值發展，開始發生變化，中國可以給他更多激情和動力，以及忘記紐約的嘔心，所以在2005年決定回國。張洹後來也表示：「回望自己在紐約的8年，最大的收穫是弄清楚我是中國人。」

### 回國後
2005年回國後，張洹在上海買下一間面積達2萬平方米的老工廠，將其打造成自己的個人工作室，工作室有接近二百名員工。同時他在前往靜安寺後，看見人們虔誠拜佛，好像進入了另一個世界，他備受感動，於是放弃行为艺术，轉為以香灰为創作的主要材料，表达对中国急速社会变迁中物质与精神、存在与消逝等问题的哲学思考，但表达方式趋于内化。而他的作品也改以佛教作主要題材。
張洹是第一個用香灰來進行創作的藝術家，目前已註冊專利。由2007年開始，張洹就由江浙一帶的寺廟拿來香灰，他的香灰作品以歷史人物為主，例如《問孔子》、《耶穌與十二門徒》等，透過作品提出「孔子究竟能不能救中國？」等哲学類問題。2015年的《知天命》，出自孔子所說的「五十而知天命」，籍此表達自己已不再和命運爭鬥，認為命運都是天注定，無法自定。
除香灰之外，張洹還以版畫印刷、銅、牛皮、雕塑作為創作材料。例如2008年的大型戶外雕塑作品《三頭六臂》，由銅製作而成，他希望透過這件雕塑，反映中國人不斷改變的情況、人類已征服大自然的態度，還有堅毅以及希望的美德。2010年的《和和谐谐》，由兩隻不鏽鋼大熊貓組成，意思為「和諧社會，和諧世界，和諧世博」，於該年世博會上展出，後來更在上海世博園區永久展出。
他近年和NFT專家EchoX一同策劃多個藝術作品，為油畫系列《灰廣場》（2021）、《一個藝術家的天葬》（2021）和《罌粟田》（2022）。其中《罌粟田》的靈感來自藏傳佛教帶給他的震撼，而他更和品牌Dior合作，推出Lady Dior手袋，其版權亦開放給收藏家。而《一個藝術家的天葬》則是他第一個NFT藝術作品。
此外，張洹亦勇於參與其他方面的作品。2009年，他獲邀成為歌劇《塞魅麗》的導演和舞台設計師，實現了當代藝術和表演藝術之間的跨界合作。張洹曾經到西藏向天葬師學習有關天葬的知識，近年亦希望製作以「天葬師」作為題材的電影，但考慮到政府不會批准，最終放棄計劃。
張洹篤信佛教，法號「慈人」，其多年來熱心公益。2005年回國後於上海成立「高安基金會」，在中國西部建立多間希望小學，亦於多所大學設立「張洹獎助學金」，以幫助有需要的學生。